# Voir Paris et mourir
Pour plus de détails, voir Fiche technique et Distribution.
Voir Paris et mourir (Увидеть Париж и умереть, Uvidet Parizh i umeret) est un film soviétique réalisé par Alexandre Prochkine et diffusé en 1993.

## Synopsis
une mère célibataire avait de l'affection pour son jeune fils qui est pianiste et il sera envoyer a Paris pour des concours de musique.

## Fiche technique
Sauf indication contraire, les informations mentionnées dans cette section peuvent être confirmées par la base de données cinématographiques IMDb,  présente dans la section « Liens externes ».
- Titre français : Voir Paris et mourir[2]
- Titre original russe : Увидеть Париж и умереть, Uvidet Parizh i umeret
- Réalisateur : Alexandre Prochkine
- Scénario : Gueorgui Branev
- Photographie : Boris Brojosvki
- Musique : Romain Ledeniov (ru)
- Sociétés de production : Mosfilm
- Pays de production :  Russie
- Langue de tournage : russe
- Format : Couleurs
- Durée : 120 minutes (2h00)
- Genre : Film dramatique
- Dates de sortie :
  - Russie : octobre 1993[1]

## Distribution
- Tatiana Vassilieva : Elena Orekhova
- Dmitri Malikov (ru) : Youra Orekhov
- Stanislas Lioubchine : Solodov
- Oksana Arbouzova : Louda
- Nina Oussatova : Farida